# Отто Кіссенберт
Отто Кіссенберт (нім. Otto Kissenberth; 26 лютого 1893, Ландсгут — 2 серпня 1919, Баварські Альпи) — німецький льотчик-ас, оберлейтенант Баварської армії (19 серпня 1918). Кавалер ордена Pour le Mérite.

## Біографія
Освіту здобув у Франції у Гренобльському університеті, потім здобув диплом інженера-механіка у технічному училищі в Мюнхені. Захопився авіацією та отримав диплом пілота авіатора під час роботи на авіапідприємствах Густава Отто.
Коли вибухнула Перша світова війна, Отто вступив до авіації і пройшов підготовку до 1-му запасному льотному дивізіоні у Шляйссгаймі, після чого наприкінці 1914 року був направлений у 8-й льотний дивізіон. Він став віцефельдфебелем у березні 1915 року. 21 березня 1915 року був поранений під час виконання бойового завдання над Вогезькими горами. Після одужання Кіссенберт 8 липня був направлений у 9-й льотний дивізіон, що базувався в Тобласі (в Доломітських Альпах), на Італійському фронті. Вперше він набув широкої популярності після далекобомбардувального нальоту на Кортіну 31 липня 1915 року. Незабаром після цього 9-й льотний дивізіон було переведено з Італії на відносно спокійну ділянку Західного фронту — до Вогези.
В 1916 році Кіссенберт став льотчиком-винищувачем у складі бойового командування одномісних винищувачів «Айнзісгайм», що відокремився від 9-го льотного дивізіону. Під час знаменитого бомбардувального рейду на Оберсдорф 12 жовтня 1916 року молодий льотчик ефектно розпочав свій бойовий шлях у повітрі, збивши відразу 3 літаки супротивника. 1 листопада 1916 року командування стало ядром для створення 16-ї винищувальної ескадрильї, до якої вступив і Отто Кіссенберт. На відміну від усіх «загальноприйнятих» стандартів, які представляють льотчика виключно з «орлиним» зором, Кіссенберт носив окуляри, як, зрештою, і його друзі — аси Отто Бернерт і Курт Вінтгенс.
4 серпня 1917 року Кіссенберт був призначений командиром 23-ї винищувальної ескадрильї і залишався на цій посаді, поки не розбився і не отримав тяжких травм, облітаючи 29 травня 1918 року трофейний Sopwith Camel. На цьому Camel, колишньому літаку 3-ї британської морської ескадрильї, Кіссенберт здобув свою останню перемогу. Загалом на рахунку аса було 20 повітряних перемог. Ледве підлікувавши свої рани, Отто Кіссенберт став начальником льотної школи в Шляйссгаймі і очолював її до кінця війни.
Фатальним для Кіссеберта виявилося захоплення альпінізмом — він загинув, зірвавшись із гір у Баварських Альпах.

## Нагороди
- Залізний хрест 2-го і 1-го класу
- Нагрудний знак військового пілота (Баварія)
- Орден Фрідріха (Вюртемберг)
- Орден Церінгенського лева
- Орден «За військові заслуги» (Баварія) 4-го класу з мечами (5 грудня 1917)
- Королівський орден дому Гогенцоллернів, лицарський хрест з мечами
- Pour le Mérite (24 липня 1918)